# Ettersjön
Ettersjön är en sjö i Laholms kommun i Halland och ingår i Lagans huvudavrinningsområde. Ettersjön ligger i Tönnersjömålet och Mästocka skjutfält Natura 2000-område.